# Conrad Böcker
Conrad Helmut Fritz Böcker (Lipsia, 24 agosto 1870 – Francoforte sul Meno, 8 aprile 1936) è stato un ginnasta tedesco.

## Biografia
Partecipò a quasi tutte le gare di ginnastica, a differenza di parecchi suoi colleghi che si cimentarono anche in altre discipline, tuttavia fu poco fortunato e ottenne solo dei piazzamenti, per la maggior parte.

## Medaglie olimpiche
- - Trave squadre - Ginnastica - Atene, 1896
- - Parallele squadre - Ginnastica - Atene, 1896
- - Parallele - Ginnastica - Atene, 1896

## Altre posizioni
- 5º - Trave - Ginnastica - Atene, 1896
- 4º - Cavallo - Ginnastica - Atene, 1896
- 4º - Anelli - Ginnastica - Atene, 1896
- 4º - Volteggio - Ginnastica - Atene, 1896

## Altri nomi
Si trova anche come Konrad Böcker.